# Daniel Speich Chassé
Daniel Speich Chassé (* 1969 in Kibuye, Ruanda) ist ein Historiker.

## Leben und Wirken
Daniel Speich Chassé wuchs in der Schweiz und in Kenia auf. Er studierte Geschichte, Philosophie und Ethnologie an der Universität Zürich. Anschließend war er wissenschaftlicher Mitarbeiter am Lehrstuhl für Technikgeschichte des Instituts für Geschichte der Eidgenössischen Technischen Hochschule Zürich, wo er 2002 mit der Arbeit Helvetische Meliorationen. Die Neuordnung der gesellschaftlichen Naturverhältnisse an der Linth (1783–1823) promoviert wurde. 
2007 arbeitete er am Max-Planck-Institut für Wissenschaftsgeschichte in Berlin und 2008/2009 in Frankreich als Fellow am Institut d’études avancées in Nantes und als Gastprofessor an der Universität Nantes.
Seit 2011 ist er Förderungsprofessor des Schweizerischen Nationalfonds an der Universität Luzern und seit 2012 Privatdozent an der Universität Zürich.
2012 habilitierte er sich an der Universität Zürich mit der Arbeit Die Erfindung des Bruttosozialprodukts. Globale Ungleichheit in der Wissensgeschichte der Ökonomie. Darin wendet er die theoretischen Überlegungen und das methodische Rüstzeug der neueren, vor allem am Zentrum Geschichte des Wissens in Zürich vorangetriebenen Wissensgeschichte, die sich bis dahin vor allem mit naturwissenschaftlichem Wissen beschäftigt hatte, auf die Wirtschaftswissenschaften an. Er verfolgt, wie die Konstruktion eines Bruttosozialprodukts mittels wirtschaftswissenschaftlicher Techniken Mitte des 20. Jahrhunderts die Wirtschaft von Nationalstaaten im Sinne einer nationalen Makroökonomie mess- und zählbar machte. Diese Erfindung machte die so etablierten nationalen Ökonomien international vergleichbar und produzierte einen nationalen Deutungsrahmen für die Diskussion globaler Ungleichheit, was wichtige Auswirkungen insbesondere auf die Entwicklungspolitik hatte.
Zu seinen Forschungsschwerpunkten gehören die Wirtschaftsgeschichte, die Wissensgeschichte, die Umweltgeschichte, die Geschichte der Schweiz und die neuere Geschichte Afrikas.
2013 gehörte er zu den 286 Universitätsprofessoren, die den Protest gegen die Entlassung von Iris Ritzmann durch die Universität Zürich unterzeichneten.

## Schriften
- mit David Gugerli: Topografien der Nation. Politik, kartografische Ordnung und Landschaft im 19. Jahrhundert. Chronos, Zürich 2002, ISBN 978-3-0340-0548-7.
- Helvetische Meliorationen. Die Neuordnung der gesellschaftlichen Naturverhältnisse an der Linth (1783–1823). Dissertation. Universität Zürich 2002/2003. Chronos, Zürich 2003, ISBN 978-3-03-400664-4.
- Linth-Kanal. Die korrigierte Landschaft – 200 Jahre Geschichte. Baeschlin, Glarus 2003, ISBN 978-3-85546-142-4.
- mit David Gugerli, Patrick Kupper: Die Zukunftsmaschine. Konjunkturen der ETH Zürich 1855–2005. Chronos, Zürich 2005, ISBN 978-3-03-400732-0.
- Herren über wildes Wasser. Die Linthingenieure als Bundesexperten im 19. Jahrhundert; Andreas Lanz (1740–1803). Verein für Wirtschaftshistorische Studien, Zürich 2006, ISBN 978-3-909059-35-5.
- Fortschritt und Entwicklung. In: Docupedia Zeitgeschichte. 21. September 2012 (online).
- Die Erfindung des Bruttosozialprodukts. Globale Ungleichheit in der Wissensgeschichte der Ökonomie. Habilitationsschrift. Universität Zürich 2012. Vandenhoeck & Ruprecht, Göttingen 2013, ISBN 978-3-525-37031-5 (= Kritische Studien zur Geschichtswissenschaft. Band 212).